# فهرست قنات‌های شهرستان میانه
جدول زیر بر اساس آمار وزارت جهاد کشاورزیتهیه شده‌است. فهرست زیر قنات‌های شهرستان میانه در استان آذربایجان شرقی را نشان می‌دهد.
| نام قنات          | موقعیت                      | نزدیک‌ترین روستا | طول قنات (متر) | تعداد میله چاه | عمق مادر چاه | دبی (لیتر بر ثانیه) | سطح زیر کشت (هکتار) |
| ----------------- | --------------------------- | --------------- | -------------- | -------------- | ------------ | ------------------- | ------------------- |
| آق بلاغ           | بخش کاغذکنان شهرستان میانه  | چولاقلو         | ۱۱۰            | ۲              | ۴٫۵          | ۱٫۷۹۹۹۹۹۹۵۲۳۱۶۲۸    | ۲                   |
| اشاغی کهریز       | بخش ترکمانچای شهرستان میانه | بلقه تیمور      | ۴۵۰            | ۱۷             | ۱۸           | ۴                   | ۰                   |
| اشاغی کهریزی      | بخش کاغذکنان شهرستان میانه  | حسن‌آباد         | ۴۵۰            | ۴۰             | ۸            | ۲٫۵                 | ۲۵                  |
| افشار             | بخش کاغذکنان شهرستان میانه  | افشار           | ۱۰۰۰           | ۴۰             | ۱۷           | ۷                   | ۳۰                  |
| باش کهریزی        | بخش کاغذکنان شهرستان میانه  | باغجغاز علیا    | ۳۰۰            | ۱۵             | ۱۱           | ۲                   | ۰                   |
| باغ باشی          | بخش ترکمانچای شهرستان میانه | یالقوزاغاج      | ۵۰۰            | ۱۵             | ۱۵           | ۱                   | ۰                   |
| بویوک مشه         | بخش ترکمانچای شهرستان میانه | گاوینه رود      | ۴۰۰            | ۲۷             | ۱۲           | ۳                   | ۰                   |
| بیچانک            | بخش مرکزی شهرستان میانه     | اقدرک           | ۸۵۰            | ۴۰             | ۶            | ۵                   | ۷                   |
| تازه کنددیوانلیق  | بخش مرکزی شهرستان میانه     | تازه کند        | ۶۰۰            | ۰              | ۴            | ۸                   | ۸۰                  |
| تازه کهریز        | بخش مرکزی شهرستان میانه     | ممان            | ۳۵۰            | ۰              | ۰            | ۸                   | ۱۵۰۰                |
| ترک               | بخش کندوان شهرستان میانه    | ترک             | ۲۵۰            | ۱۳             | ۹            | ۱                   | ۵                   |
| دنبلی (کندکهریزی) | بخش کاغذکنان شهرستان میانه  | دنبلی           | ۴۵۰            | ۲۶             | ۶            | ۳                   | ۲۰۰                 |
| عباواله           | بخش کاغذکنان شهرستان میانه  | آق کندچ         | ۳۰۰            | ۱۰             | ۴            | ۲                   | ۳                   |
| قره قانلو         | بخش کاغذکنان شهرستان میانه  | قره قانلو       | ۳۰۰            | ۱۰             | ۸            | ۲٫۷۹۹۹۹۹۹۵۲۳۱۶۲۸    | ۱۰                  |
| قره چمن           | بخش کاغذکنان شهرستان میانه  | آق کند          | ۰              | ۰              | ۰            | ۱                   | ۲۰                  |
| قزلجا             | بخش کاغذکنان شهرستان میانه  | قزلجا           | ۵۰             | ۴              | ۵            | ۰٫۲۰۰۰۰۰۰۰۲۹۸۰۲۳۲   | ۱٫۵                 |
| قنات قدیمی روستا  | بخش کندوان شهرستان میانه    | النجارق         | ۷۵۰            | ۳۰             | ۱۰           | ۲                   | ۲۰                  |
| قهوه کهریزی       | بخش کاغذکنان شهرستان میانه  | قراجه ارباط     | ۱۲۰            | ۴              | ۶            | ۱٫۵                 | ۴                   |
| قواق سفلی         | بخش مرکزی شهرستان میانه     | قواق سفلی       | ۸۰۰            | ۲۵             | ۶            | ۸                   | ۱۰                  |
| مانچار            | بخش کاغذکنان شهرستان میانه  | آق کند          | ۳۰۰۰           | ۵              | ۰            | ۶٫۵                 | ۱۲                  |
| چای کهریز         | بخش کاغذکنان شهرستان میانه  | چولاقلو         | ۱۵۰            | ۷              | ۴            | ۲٫۵                 | ۲۰                  |
| چتاب حسین خان     | بخش مرکزی شهرستان میانه     | چتاب حسین خان   | ۲۰۰۰           | ۴۰             | ۷            | ۱۰                  | ۱۰۰                 |
| کت بلاغی          | بخش ترکمانچای شهرستان میانه | بلقه تیمور      | ۲۵۰            | ۹              | ۲۰           | ۲٫۵                 | ۰                   |
| کت کهریزی         | بخش مرکزی شهرستان میانه     | ممان            | ۸۰۰            | ۰              | ۱۲           | ۸                   | ۱۵۰۰                |
| کندکهریز          | بخش کاغذکنان شهرستان میانه  | قراجه ارباط     | ۱۰۰            | ۵              | ۵            | ۱                   | ۲                   |
| کندکهریزی         | بخش کاغذکنان شهرستان میانه  | باغجغاز سفلی    | ۳۰۰            | ۱۵             | ۱۰           | ۴                   | ۲۰                  |
| کندکهریزی         | بخش کاغذکنان شهرستان میانه  | چولاقلو         | ۳۰۰            | ۱۴             | ۵            | ۴                   | ۲۵                  |
| کهریز             | بخش ترکمانچای شهرستان میانه | خاتون‌آباد       | ۵۰۰            | ۲۵             | ۳            | ۱۵                  | ۲۰                  |
| کهریز             | بخش ترکمانچای شهرستان میانه | خاتون‌آباد       | ۵۰۰            | ۴۰             | ۳            | ۳۰                  | ۲۵                  |
| کهریز             | بخش ترکمانچای شهرستان میانه | یالقوزاغاج      | ۱۰۰            | ۴              | ۱۴           | ۱                   | ۰                   |
| کهریز             | بخش ترکمانچای شهرستان میانه | یالقوز آغاج     | ۳۵۰            | ۱۵             | ۱۵           | ۲                   | ۰                   |
| کهریز وسط         | بخش مرکزی شهرستان میانه     | ممان            | ۱۵۰            | ۰              | ۰            | ۴                   | ۱۵۰۰                |
| کهریزبالا         | بخش مرکزی شهرستان میانه     | ممان            | ۲۵۰            | ۰              | ۰            | ۸                   | ۱۵۰۰                |
| کهنه کهریز        | بخش کاغذکنان شهرستان میانه  | چولاقلو         | ۴۵۰            | ۱۰             | ۸            | ۰٫۶۹۹۹۹۹۹۸۸۰۷۹۰۷۱   | ۵۰                  |
| کیچیک مشه         | بخش ترکمانچای شهرستان میانه | گاوینه رود      | ۳۰۰            | ۲۰             | ۱۲           | ۱٫۵                 | ۰                   |
| گوندوغدی          | بخش مرکزی شهرستان میانه     | گوندوغدی        | ۱۰۰۰           | ۰              | ۵            | ۱۰                  | ۲۰۰                 |
| یمتجه             | بخش ترکمانچای شهرستان میانه | یالقوز آغاج     | ۳۰۰            | ۱۵             | ۱۰           | ۱                   | ۰                   |
| ینکن کند          | بخش کاغذکنان شهرستان میانه  | ینکن کند        | ۱۵۰۰           | ۲۰             | ۲۰           | ۷                   | ۷۰                  |
| یوخاری کهریز      | بخش ترکمانچای شهرستان میانه | بلقه تیمور      | ۴۰۰            | ۲۰             | ۲۲           | ۴                   | ۰                   |
| یوخاری کهریز      | بخش کاغذکنان شهرستان میانه  | حسن‌آباد         | ۳۰۰            | ۲۲             | ۸            | ۱٫۵                 | ۵                   |
| یوخاری کهریز      | بخش کاغذکنان شهرستان میانه  | قراجه ارباط     | ۱۰۰۰           | ۵۴             | ۱۵           | ۴٫۵                 | ۲۵                  |